# مقاطعة بوير أحمد
مقاطعة بویر أحمد (بالفارسية: شهرستان بویراحمد) هي مقاطعة في محافظة كهكيلويه وبوير أحمد في إيران. عاصمتها ياسوج، بلغ تعداد سكانها في عام 2006 (212,552) نسمة.